# Serbie du Vardar

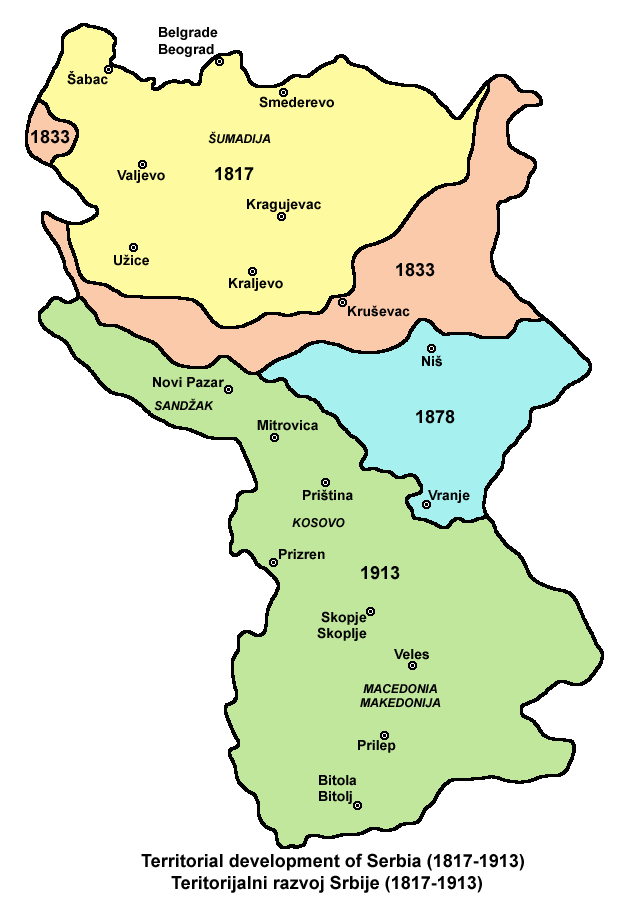
Royaume de Serbie (1913)

La Serbie du Vardar, ou Serbie vardarienne, (en cyrillique serbe Вардарска Србија et en serbe latin Vardarska Srbija) est le nom historique (1912-1941) d'une région du sud du royaume de Serbie et du royaume des Serbes, Croates et Slovènes (Yougoslavie), située de part et d'autre du fleuve Vardar. Elle correspond à la région historique de Macédoine du Vardar (actuelle république de Macédoine).
L'expression, dans un contexte historique, fait référence à cette partie de la région du Vardar, qui avait été attribuée au royaume de Serbie par le traité de Bucarest en 1913.

## Littérature
- Georges Y. Devas, La nouvelle Serbie : Origines et bases sociales et politiques, renaissance de l'État et son développement historique, dynastie nationale et revendications libératrices, Berger-Levrault, 1918 (lire en ligne)
- Milan Rojc, Le littoral yougoslave de l'Adriatique, Imprimerie provinciale, 1919 (lire en ligne)
- Borivoié B. Mirkovitch, Les Annales politiques et littéraires : Revue populaire paraissant le dimanche, vol. 85 (No. 2212) : Le Transit par Salonique, Adolphe Brisson, 1925 (lire en ligne)
- Constantine P. Danopoulos, Kostas G. Messas, Crises in the Balkans : Views from the Participants, Westview Press, 1997 (lire en ligne)
- Dušan T. Bataković, Histoire du peuple serbe, L'Age D'Homme, 2005 (lire en ligne)
- John S. Koliopoulos, Thanos M. Veremis, Modern Greece : A History since 1821, John Wiley & Sons, 2009 (lire en ligne)